# Andrija Puharich
Andrija Puharich MD (Chicago (Illinois), 19 februari 1918 - Dobson (North Carolina), 3 januari 1995) was een Amerikaans medicus die veel onderzoek deed naar de parapsychologie.
De bekendste proefpersonen van Puharich waren Uri Geller en de Nederlander Peter Hurkos.
In juli 1994 werd hij in het ziekenhuis opgenomen en overleed niet veel later. 